# Jennifer Dundas
Jennifer Dundas (* 14. Januar 1971 in Boston, Massachusetts) ist eine US-amerikanische Schauspielerin.

## Leben und Karriere
Im Alter von elf Jahren spielte Dundas in Kleine Gloria – Armes reiches Mädchen (1982) zum ersten Mal in einem Film. Zuvor gab sie im Dezember 1981 ihr Broadway-Debüt in Grown Ups. Neben Kyra Sedgwick und Jason Robards spielte sie 1988 wiederum am Broadway in Ah, Wilderness!. Weitere Auftritte am Broadway folgten 1995 und 1997.
Die erste größere Filmrolle hatte sie 1984 in Tony Richardsons Filmdrama Hotel New Hampshire an der Seite von Jodie Foster und Nastassja Kinski als kleinwüchsige Schriftstellerin. In den Filmen Flucht zu dritt (1984) und Der Club der Teufelinnen (1996) verkörperte sie jeweils die Tochter von Diane Keatons Hauptfiguren. Dundas steht auch im 21. Jahrhundert weiterhin für Filme und gelegentlich für das Fernsehen vor der Kamera, aber zumeist spielt sie Theater, unter anderem beim New York Shakespeare Festival und bei der Bostoner Commonwealth Shakespeare Company.
Dundas ist seit Dezember 2000 mit dem Schauspielkollegen Talmadge Lowe verheiratet.

## Filmografie (Auswahl)
- 1982: Kleine Gloria – Armes reiches Mädchen (Little Gloria... Happy at Last, Fernsehfilm)
- 1984: Hotel New Hampshire (The Hotel New Hampshire)
- 1984: Flucht zu dritt (Mrs. Soffel)
- 1985: The Beniker Gang
- 1985: Die Himmelsstürmer (Heaven Help Us)
- 1986: Staatsanwälte küßt man nicht (Legal Eagles)
- 1986: Anastasia (Anastasia: The Mystery of Anna, Fernsehfilm)
- 1992: Lorenzos Öl (Lorenzo’s Oil)
- 1994: Radioland Murders – Wahnsinn auf Sendung (Radioland Murders)
- 1996: Der Club der Teufelinnen (The First Wives Club)
- 2002: Spurwechsel (Changing Lanes)
- 2006: Puccini for Beginners
- 2006: Desperate Housewives (Fernsehserie, 2 Folgen)
- 2017: Die Verlegerin (The Post)
- 2019: Brittany Runs A Marathon

## Auszeichnungen
- 1996: National Board of Review Award für die Beste schauspielerische Leistung eines Ensembles in  Der Club der Teufelinnen.